# Dreamcatcher
Dreamcatcher (드림캐쳐 ()), korábbi nevén MINX (밍스 ()), egy dél-koreai lánycsapat, amelyet a Dreamcatcher Company (korábbi nevén Happy Face Entertainment) hozott létre. A csapat hét tagból áll: JiU, SuA, Siyeon, Handong, Yoohyeon, Dami és Gahyeon. Hivatalosan 2017. január 13-án debütáltak, a Nightmare című albumukkal.
Eredetileg MINX név alatt futott, amely öt tagot számlált: JiUt, SuA-t, Siyeont, Yoohyeont, és Damit. Debütáló kislemezüket, a Why Did You Come To My Home?-ot 2014. szeptember 18-án jelentették meg, ugyanebben az évben nyilvánosságra hozták a Rockin' Around the Christmas Tree című dalukat a testvércsapattukkal, a Dal Shabet-tel. 2015 júliusában tértek vissza a Love Shake-kel, amely a lányok utolsó dala lett, amit MINX-ként jelentettek meg. 2016 novemberében bejelentették, hogy újradebütálnak Dreamcatcher néven, két új taggal, és különböző tervekkel 2017-re nézve.

## Karrier

### 2014–15: Debütálás MINX-ként,Why Did You Come To My HomeésLove Shake

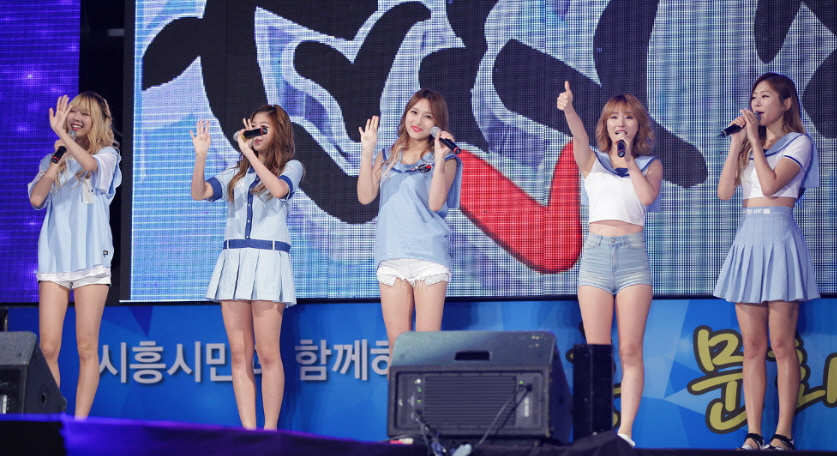
A csapat a színpadon, MINX-ként, 2015-ben. A tagok balról jobbra: Yoohyeon, Dami, Siyeon, SuA, JiU.

A MINX első fellépésére 2014. augusztus 9-én került sor az Oak Valley Summertime Festivalon, ahol két eredeti dalukkal álltak színpadra: az Action-nel és a Why Did You Come To My Home?-mal. Szeptember 15-én konferálta fel a Happy Face Entertainment Archiválva 2017. április 11-i dátummal a Wayback Machine-ben az új lánycsapatukat, s a csapat szeptember 18-án jelentette meg a Why Did You Come To My Home? című debütáló szerzeményét. A MINX első televíziós fellépését aznap tette meg az M Countdown színpadán, majd promotálásuk október 26-án fejeződött be az Inkigayo műsorában.
2015 júliusában a MINX megjelentette első középlemezét Love Shake néven, amely a fődal címét viselte. A dalt egy vidám dalként illették, amely rendkívül passzolt a nyárhoz. A dal a testvércsapatuk, a Dal Shabet Bang Bang című albumán lévő Love Shake című dal feldolgozása. Ugyanazon a napon a MINX tartott egy műsort egy Ellui nevű klubban, Szöulban.

### 2017: Újradebütálás Dreamcatcher-ként,Nightmare,Fall Asleep in the MirrorésPrequel
2016 novemberében a Happy Face nyilvánosságra hozta, hogy a MINX 2017-ben újra fog debütálni Dreamcatcher néven, két új taggal. Az újraalakult csapat immáron hét tagból állt: JiU, SuA, Siyeon, Yoohyeon, Dami a két új taggal, Handonggal és Gahyeonnal kiegészülve. A csapat a Nightmare című kislemezzel és a fődalával, a Chase Me-vel debütált január 13-án. A debütáló fellépésük 2017. január 19-én zajlott az M Countdown színpadán.
A Dreamcatcher április 5-én új lemezzel tért vissza, ami a Fall Asleep In The Mirror címet kapta, amelyről a Good Night című dalhoz forogtak a kamerák.

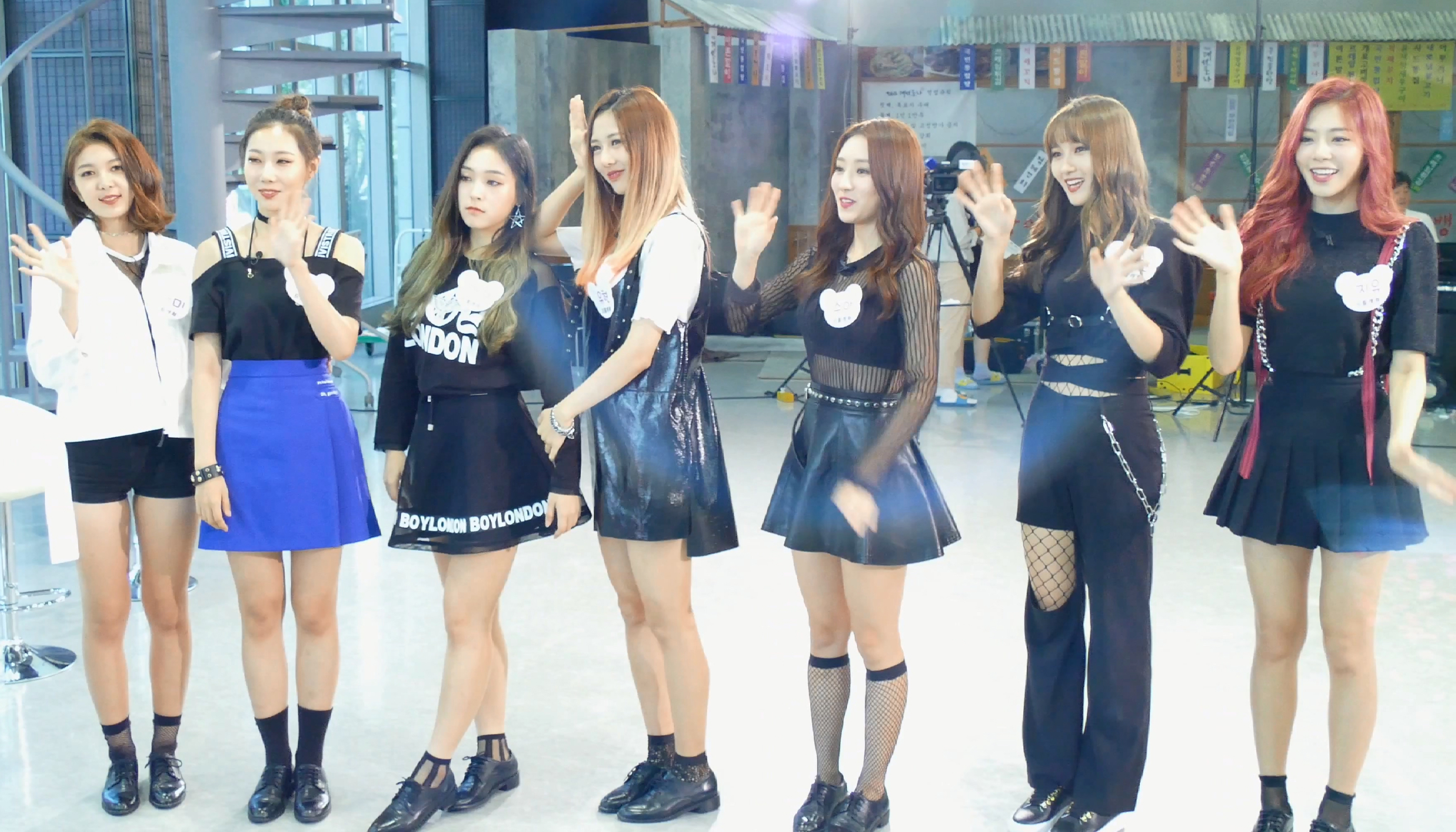
A Dreamcatcher 2017. augusztus 22-én. A tagok balról jobbra: Dami, Handong, Gahyeon, Yoohyeon, SuA, Siyeon, JiU.

Az együttes július 27-én megjelentette első középlemezét Prequel néven. Az album hat dalt tartalmaz, köztük a címadó dalt, ami a Fly High címet kapta. A lemez ötödik helyen debütált a Billboard nemzetközi albumainak heti listáján.
Augusztus 1-jén a Happy Face Entertainment bejelentette, hogy a Prequel promócióit követően megszervezésre kerül a csapat legelső világturnéja.
Október 3-án a cég felszínre hozta, hogy a Dreamcatcher néhány tagja részt fog venni a YG Entertainment által rendezett, MIXNINE névre keresztelt túlélőműsorban. A kiadó azt nyilatkozta, a lányok részvételének célja az, hogy külön-külön, valamint csapatban is egy új oldalukat mutathassák meg a nagyközönségnek. Azonban, december 10-én azt nyilatkozta a cég, hogy a tagok kilépnek a versenyből a brazil koncertjük időzítése miatt.
December 8-án azzal a hírrel szolgált a Happy Face, hogy a MyMusicTaste-tel való közreműködésük gyümölcseként a Dreamcatcher hét európai országba látogat el 2018 februárjában a Fly High világturnéjuk keretein belül.
A kiadó december 28-án bejelentette, hogy a következő évben, január 13-án egy rajongói találkozó kerül megrendezésre, ezzel megünnepelve a Dreamcatcher debütálásának első évfordulóját. A jegyvásárlást január 2-án nyitották meg, és egy percen belül mind a 400 jegy elkelt.

### 2018: Növekvő népszerűség, első világturné,Escape The ERAésAlone in the City
Január 4-én a Happy Face Entertainment bejelentette, hogy készül egy rajongóknak szóló ajándék dal a Dreamcatcher első évfordulójának megünneplése alkalmából. A dal a Full Moon címet kapta, és ugyanúgy Ollounder (Oh Jong Hoon) és Leez (Lee Su Min), a banda korábbi dalszerzőinek a szerzeménye. A Full Moon szintén metál/rock műfajokban mozog, valamint a Dreamcatcher és a rajongóik kapcsolatáról emlékezik meg.
Január 12-én jelent meg az évfordulós kislemez, egy promóciós videó kíséretében. A klip folytatja a Dreamcatcher "rémálom-történetét". A korong azonnal magasra repült az iTunes K-Pop dalainak 100-as listáján világszerte, és 16. helyre ugrott a Billboard digitális eladásainak listáján.
Január 13-án került megrendezésre az évfordulós fanmeeting a Szogang Egyetem színháztermében, ahol 400 rajongó szeme láttára a Dreamcatcher először vitte színpadra a Full Moon című kiadványát.
2018 februárjában a Dreamcatcher lett az első K-Pop lánycsapat, akik eljutottak Európa fontosabb városaiba a nemzetközi rajongóik színe elé. A Fly High turné európai állomásai: London (február 14.), Lisszabon (február 16.), Madrid (február 18.), Amszterdam (február 21.), Berlin (február 22.), Varsó (február 23.) és Párizs (február 25.).
2018 márciusában bejelentették, hogy a rajongói klubjuk hivatalosan is az InSomnia nevet kapja, amiben a latin "somnia" kifejezés "álmokat" jelent, míg az angol "in" prepozíció a magyar "-ban, -ben" toldalékoknak felel meg. Az így kapott InSomnia kifejezés a Dreamcatcher és a rajongóik közötti – még az álmaikban is jelen lévő – szoros kapcsolatra utal.
Május 10-én megjelent a Dreamcatcher második középlemeze Escape The ERA címmel. Az albumon hat dal kapott helyet, köztük a címadó You And I, valamint ennek a hangszeres változata.
A csapat május 17-én bejelentette a hivatalos Twitter fiókján, hogy július-augusztusban egy turné formájában meglátogatják latin-amerikai rajongóikat. A Welcome to the Dream World in Latin America nevezetű koncertsorozat állomásai július 27-én Buenos Aires, augusztus 5-én pedig Panamaváros.
Július 15-én a Dreamcatcher szerződést írt alá a japán Pony Canyon kiadóval, hogy ősz folyamán megejthessék japán debütálásukat.
A harmadik középlemezük, az Alone in the City szeptember 20-án került a boltok polcaira. Bejelentették, hogy a Dreamcatcher japán debütálására novemberben kerül sor, a legújabb minialbumon helyet kapó What című daluk japán verziójával.

### 2019:The End of Nightmare, turnézás, első japán stúdióalbum ésRaid of Dream
Február 13-án jelent meg a Dreamcatcher negyedik középlemeze The End of Nightmare címmel. Az albumról a PIRI című dalhoz készült videóklip, amely a csapat egyedülálló rock hangzását a piri, dél-koreai síp hangjával ötvözi, s a címét is róla kapta. Ugyanezen a napon a Happy Face Entertainment azt is bejelentette, hogy a cégen belül létrehoz egy, a Dreamcatcher menedzseléséért felelős alvállalatot Dreamcatcher Company néven.
A PIRI televíziós népszerűsítése után a csapat ázsiai turnéra indult Invitation from Nightmare City néven, amely keretein belül márciustól májusig az alábbi helyszínekre látogattak el: Jakarta, Manila, Szingapúr, Tokió és Kóbe. Július 3-án újabb turné állomások kerültek bejelentésre Melbourne, Sydney és Kuala Lumpur képében, azonban a melbourne-i koncert tűzeset miatt nem valósulhatott meg – a lányok mégis ellátogattak a helyszínre, hogy kárpótlásul találkozhassanak a hely rajongókkal.
Kora szeptemberben újabb kiadvány, a Raid of Dream címmel rendelkező különleges középlemez megjelenését erősítették meg. Szeptember 11-én megjelent a Dreamcatcher első japán stúdióalbuma, a The Beginning of The End, amely a korábban megjelent fődalok japán verzióján kívül két eredeti japán dalt is tartalmaz. A címadó szerzeményéhez, a Breaking Out-hoz készült klip két nappal az album megjelenése előtt felkerült a videómegosztóra. Szeptember 18-án került sor a korábban beharangozott különleges lemez, a Raid of Dream kiadására, amelynek fődala, a Deja Vu a King's Raid nevezetű telefonos játékkal való kollaborációból jött létre.
A Deja Vu promóciói után a Dreamcatcher megkezdte második európai turnéját, amelynek állomásai a következők voltak: London (október 24.), Milánó (október 27.), Berlin (október 30), Varsó (november 1.), Párizs (november 3.), Amszterdam (november 5.) és Helsinki (november 7.). Ezek mellett a csapat az Amerikai Egyesült Államokat is bejárta, ahol az alábbi városokban adtak koncertet: Los Angeles (december 6.), Chicago (december 8.), Dallas (december 11.), Orlando (december 13.) és Jersey City (december 15.). Handong egyéni tevékenységei miatt mind az európai, mind az amerikai utat kihagyta, ugyanis később felfedték, hogy a kínai Youth With You nevű túlélőműsorban fogja megmérettetni magát.

### 2020: Handong átmeneti távolléte, első dél-koreai stúdióalbum, nemzetközi elismertség,Dystopia: Lose Myself
A Dreamcatcher első dél-koreai stúdióalbuma Dystopia: The Tree of Language névvel február 18-án jelent meg, amelyről a Scream című, EDM-rock műfajú szerzeményhez forgattak videóklipet. A lemezen nyolc új zene foglal helyet, kiegészülve a két korábbi rajongói dallal, a Full Moon-nal és az Over The Sky-jal, valamint Siyeon szólójával, a Paradise-zal. A csapat harmadik japán kislemeze Endless Night címmel március 11-étől bővíti az üzletek kínálatát. Március 20-ától a Dreamcatcher két hetes utópromóciót tartott a stúdióalbumon megjelenő Black or White-hoz, amellyel a rajongói támogatást szerették volna meghálálni.
Május 1-jén Millenasia Project néven a Dreamcatcher az IN2IT nevű fiúegyüttessel, illetve a szólóénekesként ismert AleXa-val közreműködött a Be The Future című dalon, amely a UNESCO globális oktatási koalíciójának támogatásában jött létre, hogy a projekttel felhívják a figyelmet a higiénia fontosságára a Covid19-pandémia idején. A dal zenés videója május 6-án jelent meg.
Június 16-án a Dreamcatcher újabb dalának a R.o.S.E BLUE-nak az előzetese jelent meg, amely a Girl Cafe Gun névvel illetett telefonos játék betétdalaként szolgál.
Július 4-én a MyMusicTaste szervezésében megvalósult a Dreamcatcher legelső online koncertje, az Into The Night & Dystopia.
A csapat ötödik középlemeze, a Dystopia: Lose Myself augusztus 17-én jelent meg, és hamarán a Dreamcatcher legtöbbet eladott kiadványává vált.
Október 16-án Handong hivatalosan is folytatta a tevékenységét a K-Pop együttes soraiban. Három nappal később, október 19-én kiadta első kínai szólólemezét First Light of Dawn néven.
November 20-án megjelent az együttes negyedik japán kislemeze No More címmel.
November 27-én bejelentésre került, hogy a Dreamcatcher fogja felénekelni a King's Raid játékból készült animének, a King's Raid: Successors of the Will-nek a betétdalát. A dal az Eclipse címet viseli, és rövidített verziója december 25-én jelent meg, teljes verzióját pedig a Dreamcatcher 2021 márciusában megjelenő lemezén hallhatjuk.

### 2021–jelen:Dystopia: Road to UtopiaésSummer Holiday
A csapat hatodik középlemeze, a Dystopia: Road to Utopia január 26-án jelent meg, melyről az Odd Eye című szerzeményhez forogtak a kamerák.
Július 1-jén bejelentésre került, hogy a csapat szerződése a Pony Canyon céggel augusztus 31-én lejár.
Július 30-án a Dreamcatcher újabb megjelenéssel tért vissza, méghozzá egy különleges nyári középlemezzel, amely a Summer Holiday címet kapta. Címadó dalának, a BEcause-nak a koncepcióját és koreográfiáját a Mi című horrorfilm ihlette.

## Tagok
- JiU (지유), született: Kim Mindzsi (김민지) 1994. május 17. (30 éves)
- SuA (수아), született: Kim Bora (김보라) 1994. augusztus 10. (30 éves)
- Siyeon (시연), született: I Sijon (이시연) 1995. október 1. (29 éves)
- Handong (한동), született: Han Dong (韓東) 1996. március 26. (28 éves)
- Yoohyeon (유현), született: Kim Juhjon (김유현) 1997. január 7. (28 éves)
- Dami (다미), született: I Jubin (이유빈) 1997. március 7. (28 éves)
- Gahyeon (가현), született: I Gahjon (이가현) 1999. február 3. (26 éves)

## Diszkográfia

### Stúdióalbumok
| Cím                            | Album részletei | Toplistás helyezések | Eladási adatok |
| Cím                            | Album részletei | KOR                  | Eladási adatok |
| ------------------------------ | --- | -------------------- | -------------- |
| The Beginning of The End       | - Megjelent: Szeptember 11, 2019 - Kiadó: Pony Canyon - Formátumok: CD, Digitális Letöltés Dallista 1. Intro 2. Breaking Out 3. My Way ~Kono Michi no Saki e~ (My Way～この道の先へ～) 4. Chase Me (japán ver.) 5. Good Night (japán ver.) 6. Wonderland (japán ver.) 7. PIRI ~Fue wo Fuke~ (japán ver.) 8. What (japán ver.) 9. I Miss You 10. And There Was No One Left ~Mada Hitori ni Natta~ (japán ver.) 11. You And I (japán ver.) 12. Outro | —                    | - JPN: 4,399   |
| Dystopia: The Tree of Language | - Megjelent: Február 18, 2020 - Kiadó: Dreamcatcher Company - Formátumok: CD, Digitális Letöltés Dallista 1. Intro 2. Scream 3. Tension 4. Red Sun 5. Black or White 6. Jazz Bar 7. SAHARA 8. In The Frozen 9. Daybreak (새벽) 10. Full Moon 11. Over The Sky (하늘을 넘어) 12. Outro 13. Scream (Inst.) 14. Paradise (Siyeon szóló) | 3                    | - KOR: 55,267  |

### Középlemezek
| Cím                      | Album részletei | Toplistás helyezések | Eladási adatok             |
| Cím                      | Album részletei | KOR                  | Eladási adatok             |
| MINX                     | MINX | MINX                 | MINX                       |
| ------------------------ | --- | -------------------- | -------------------------- |
| Love Shake               | - Megjelent: Július 2, 2015 - Kiadó: Happy Face Entertainment - Formátumok: CD, Digitális Letöltés Dallista 1. Superstar Superman 2. Love Shake 3. I Just Love You (나도 너처럼) 4. Shut Up 5. Love Shake (DJ Stereo Club Mix) 6. Love Shake (Inst.) | 11                   | - KOR: 1,813               |
| Dreamcatcher             | |                      |                            |
| Prequel                  | - Megjelent: Július 27., 2017 - Kiadó: Happy Face Entertainment, Interpark - Formátumok: CD, Digitális Letöltés Dallista 1. Before & After (Intro) 2. Fly High 3. Wake Up 4. Sleep-Walking 5. It's Okay! 6. Fly High (Inst.)                         | 4                    | - KOR: 11,268 - JPN: 3,169 |
| Escape The ERA           | - Megjelent: Május 10., 2018 - Kiadó: Happy Face Entertainment, Interpark - Formátumok: CD, Digitális Letöltés Dallista 1. Inside-Outside (Intro) 2. You And I 3. Mayday 4. Which A Star 5. Scar 6. You And I (Inst.)                                | 3                    | - KOR: 25,436 - JPN: 4,226 |
| Alone In The City        | - Megjelent: Szeptember 20., 2018 - Kiadó: Happy Face Entertainment, Interpark - Formátumok: CD, Digitális Letöltés Dallista 1. Intro 2. What 3. Wonderland 4. Trap 5. July 7th 6. What (Inst.)                                                      | 2                    | - KOR: 31,897 - JPN: 2,960 |
| The End of Nightmare     | - Megjelent: Február 13., 2019 - Kiadó: Dreamcatcher Company - Formátumok: CD, Digitális Letöltés Dallista 1. Intro 2. PIRI 3. Diamond 4. And There Was No One Left 5. Daydream 6. PIRI (Inst.)                                                      | 3                    | - KOR: 30,930 - JPN: 2,821 |
| Raid of Dream            | - Megjelent: Szeptember 18., 2019 - Kiadó: Dreamcatcher Company - Formátumok: CD, Digitális Letöltés Dallista 1. Intro 2. Deja Vu 3. The Curse of The Spider 4. Silent Night 5. Polaris                                                              | 3                    | - KOR: 34,420              |
| Dystopia : Lose Myself   | - Megjelent: Augusztus 17., 2020 - Kiadó: Dreamcatcher Company - Formátumok: CD, Digitális Letöltés Dallista 1. Intro 2. BOCA 3. Break The Wall 4. Can't Get You Out of my Mind 5. Dear 6. BOCA (Inst.)                                              | 3                    | - KOR: 97,859              |
| Dystopia: Road to Utopia | - Megjelent: Január 26., 2021 - Kiadó: Dreamcatcher Company - Formátumok: CD, Digitális Letöltés Dallista 1. Intro 2. Odd Eye 3. Wind Blows 4. Poison Love 5. 4 Memory 6. New Days 7. Odd Eye (Inst.)                                                | 1                    |                            |
| Summer Holiday           | - Megjelent: Július 30., 2021 - Kiadó: Dreamcatcher Company - Formátumok: CD, Digitális Letöltés Dallista 1. Intro 2. BEcause 3. Airplane 4. Whistle 5. Alldaylong 6. A Heart of Sunflower                                                           |                      |                            |

### Kislemezek
| Cím                                               | Album részletei | Toplistás helyezések | Eladási adatok |
| ------------------------------------------------- | --- | -------------------- | -------------- |
| Cím                                               | Album részletei | KOR                  | Eladási adatok |
| MINX                                              | |                      |                |
| Why Did You Come To My Home? (우리 집에 왜 왔니?) | - Megjelent: Szeptember 18, 2014 - Kiadó: Happy Face Entertainment - Formátumok: CD, Digitális Letöltés Dallista 1. Why Did You Come To My Home? (우리 집에 왜 왔니?) 2. Why Did You Come To My Home? (우리 집에 왜 왔니?) (Inst.) | —                    | —              |
| Dreamcatcher                                      | |                      |                |
| Nightmare                                         | - Megjelent: Január 13, 2017 - Kiadó: Happy Face Entertainment, Interpark - Formátumok: CD, Digitális Letöltés Dallista 1. Welcome To The Dream (Intro) 2. Chase Me 3. Emotion (소원 하나) 4. Chase Me (Inst.)                     | 25                   | KOR: 3,576     |
| Fall Asleep In the Mirror                         | - Megjelent: Április 5., 2017 - Kiadó: Happy Face Entertainment, Interpark - Formátumok: CD, Digitális Letöltés Dallista 1. My Toys (Intro) 2. Good Night 3. Lullaby 4. Good Night (Inst.)                                         | 7                    | KOR: 9,274     |

### Szólólemezek
| Cím                                                        | Év   | Toplistás helyezések | Eladási adatok | Album                     |
| Cím                                                        | Év   | KOR                  | Eladási adatok | Album                     |
| MINX                                                       | MINX | MINX                 | MINX           | MINX                      |
| ---------------------------------------------------------- | ---- | -------------------- | -------------- | ------------------------- |
| "Why Did You Come To My Home?" (우리 집에 왜 왔니?)        | 2014 | —                    | N/A            | Album nélküli kislemez    |
| "Rockin' Around the Christmas Tree"                        | 2014 | —                    | N/A            | Album nélküli kislemez    |
| "Love Shake"                                               | 2015 | —                    | N/A            | Love Shake                |
| Dreamcatcher                                               |      |                      |                |                           |
| "Chase Me"                                                 | 2017 | —                    | N/A            | Nightmare                 |
| "Good Night"                                               | 2017 | —                    | N/A            | Fall Asleep In the Mirror |
| "—": Nem került toplistára vagy nem lett kiadva a régióban |      |                      |                |                           |

## Videógráfia
| Év           | Cím                                                | Rendező(k)          | Ref.   |      |
| MINX         | MINX                                               | MINX                | MINX   | MINX |
| ------------ | -------------------------------------------------- | ------------------- | ------ | ---- |
| 2014         | "Why Did You Come To My Home" (우리 집에 왜 왔니?) | Kim Se-hee (Korlio) | [ 49 ] |      |
| 2014         | "Rockin' Around the Christmas Tree,"               | ismeretlen          | [ 50 ] |      |
| 2015         | "Love Shake"                                       | [ 51 ]              |        |      |
| Dreamcatcher |                                                    |                     |        |      |
| 2017         | "Chase Me"                                         | Digipedi            | [ 53 ] |      |
| 2017         | "Good Night"                                       |                     |        |      |

## Filmográfia

### Televíziós műsorok
| Év   | Cím                 | Hálózat    | Megjegyzések |      |
| MINX | MINX                | MINX       | MINX         | MINX |
| ---- | ------------------- | ---------- | ------------ | ---- |
| 2014 | Pops in Seoul       | Arirang TV | —            |      |
| 2014 | Idol School         | MBC        | 14. rész     |      |
| 2014 | Idol School         | MBC        | Epizód 16    |      |
| 2014 | K-Populous          | Arirang TV | 19. rész:    |      |
| 2017 | Dreamcatcher's Note | V Él       |              |      |
| 2017 | MV Bank Stardust    | KBS2       |              |      |
| 2017 | Open Concert        | KBS        |              |      |
| 2017 | K-Poppin'           | Arirang TV |              |      |
| 2017 | Fact in Star        | TBS        |              |      |